# Oskar Andersson
Pour les articles homonymes, voir Andersson.
Oskar Emil Andersson est un dessinateur et scénariste de bande dessinée suédois né le 11 janvier 1877 à Stockholm et mort à Ekerö le 26 novembre 1906.
Il signe le plus souvent de ses initiales « O.A. ».

## Biographie
Oskar Andersson publie ses premiers dessins dès l'âge de vingt ans dans l'hebdomadaire satirique Söndags-Nisse (en). Lorsque le caricaturiste attitré du journal, Albert Engström, quitte celui-ci pour fonder sa propre revue, Andersson le remplace et crée sa première série : Bröderna Napoleon och Bartholomeus Lunds från Grönköping Resa Jorden Runt ("Le Voyage autour du monde des frères Napoléon et Bartholomeus Lunds de Grönköping). De 1902 à 1906, toujours pour le Söndags-Nisse, il anime vingt épisodes de Mannen Som Gör Vad Som Faller Honom In ("L'homme qui fait tout ce qui lui passe par la tête"), une violente diatribe contre la morale et l'ordre établi proche de l'absurde. Il dessine également Urhunden, une histoire mettant en scène un homme préhistorique et son chien confrontés à l'époque moderne.
Souffrant de dépression, il met fin à ses jours à l'âge de 29 ans. Il fait graver sur sa tombe cette simple épitaphe : Har vilag sig O.A. (« Ici repose O.A. »).
Il vouait une admiration aux maîtres français de la caricature, dont Charles Léandre.

## Galerie

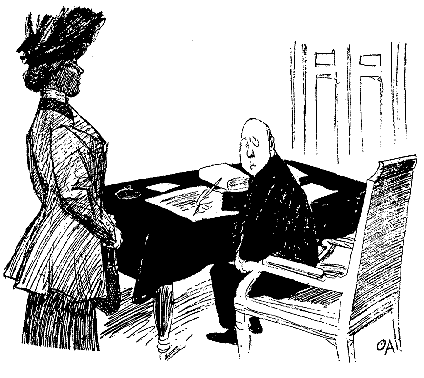
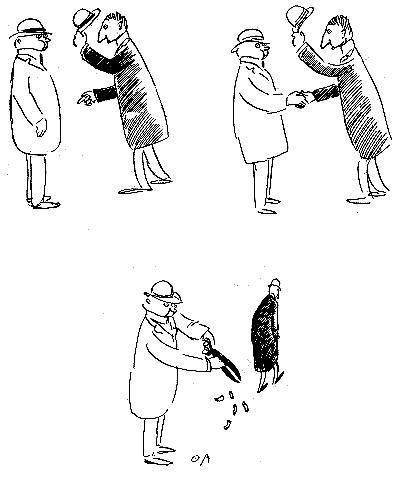
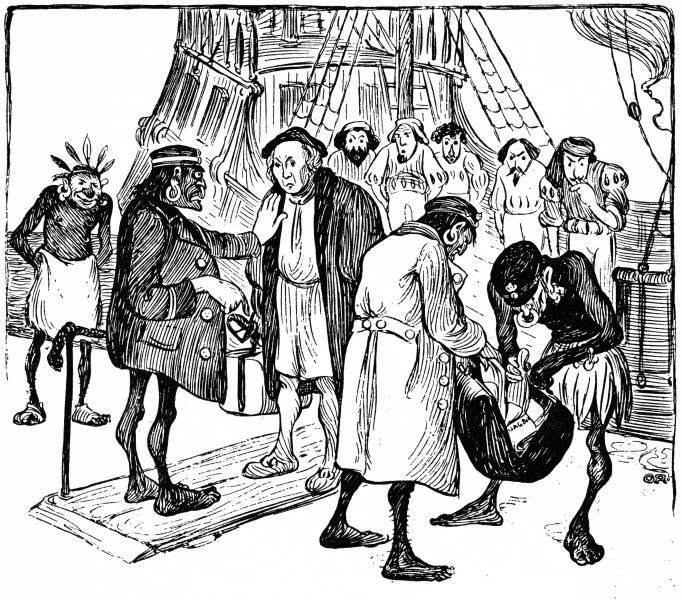
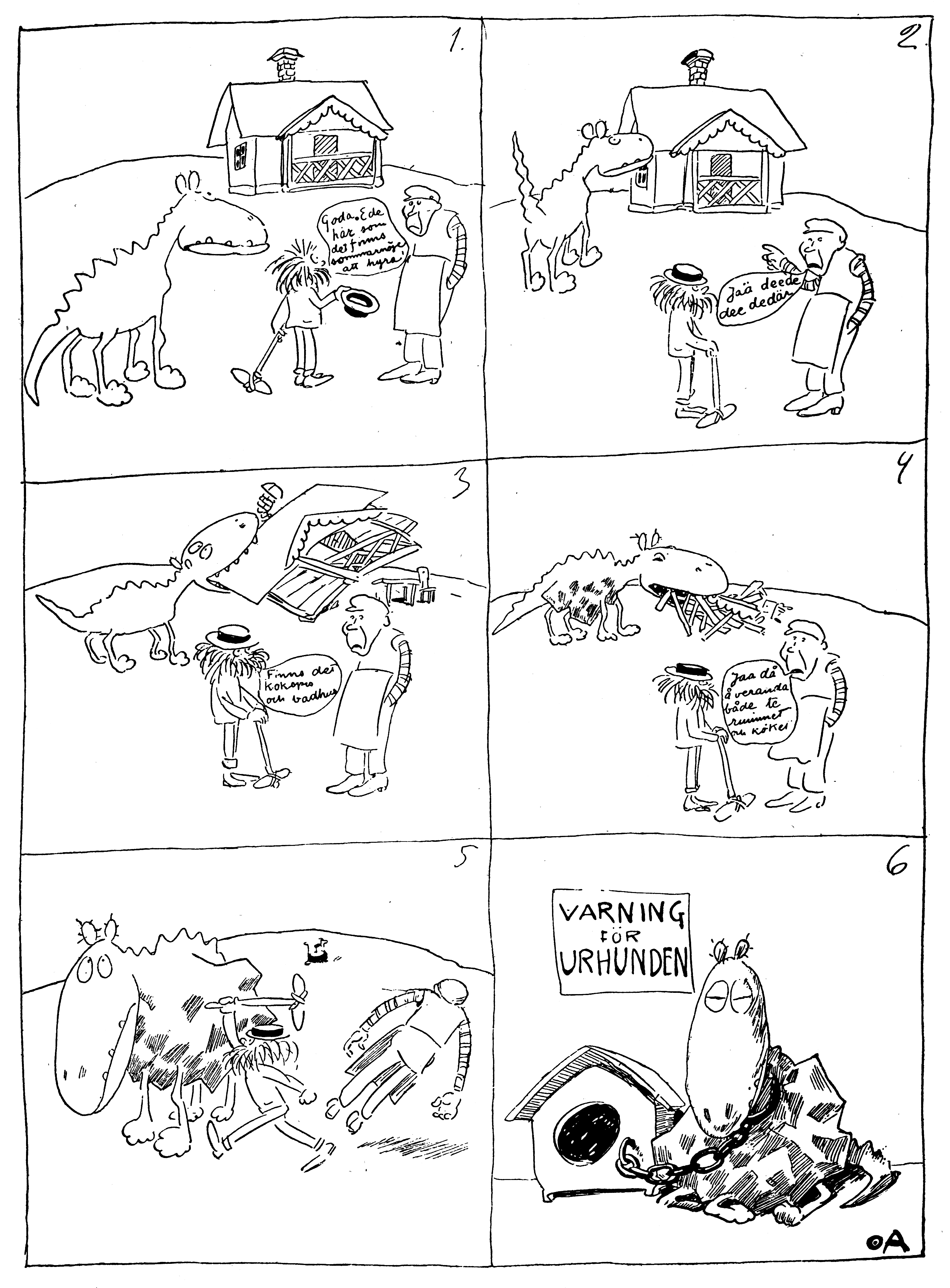
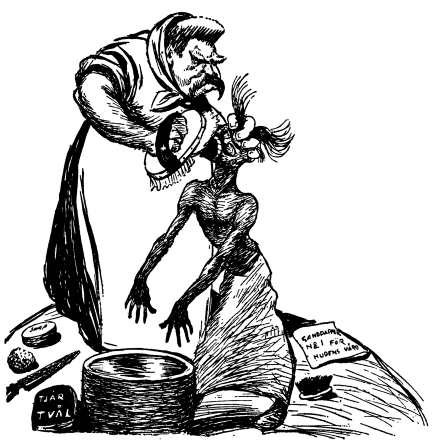